# Abay (Familienname)
Abay ist ein türkischer Familienname.

## Namensträger
- Aydo Abay (* 1973), deutscher Sänger
- Burak Abay (* 1996), türkischer Radrennfahrer
- Korhan Abay (* 1954), türkischer Schauspieler
- Oszkár Abay-Nemes (1913–1959), ungarischer Schwimmer
- Pelin Abay (* 1993), türkische Schauspielerin
- Péter Abay (* 1962), ungarischer Fechter
- Süleyman Abay (* 1973), türkischer Fußballschiedsrichter